# SPARKS GO GO
SPARKS GO GO（スパークス・ゴー・ゴー）は1990年5月21日にデビューした日本のバンド。1989年に解散したBe Modernを前身とし、Be Modernの4人のうち3人が再び集まり結成した。略称は『SGG』。オフィシャルファンクラブは「TEAM SxGxGx」。全員北海道倶知安町出身。

## メンバー
- 橘あつや（ギター）（1965年7月10日 - ）、本名：橘厚也、愛称：兄ちゃん、あっちゃん。
- 八熊慎一（ボーカル＆ベース）（1966年11月28日 - ）、愛称：ヤック。
- たちばな哲也（ドラムス）（1966年11月18日 - ）、本名：橘哲也、愛称：テッチ。上記橘あつやの実弟。
ファイナルファンタジーXIV公式バンド THE PRIMALSメンバー、ソロユニットultraUBとしても活動中。

### 旧メンバー
- 天坂晃英（ヴォーカル）、Be Modern時代のメンバー。解散後に脱退。

## バイオグラフィ
- 1985年 - 『Be Modern』結成、上京。CBSソニーのオーディションに参加。
- 1986年 - 『Be Modern』メジャーデビュー。
- 1989年3月 - 『Be Modern』、INKSTICK 芝浦でのライブをもって解散。
- 1989年10月21日 - Vocal天坂晃英を除いたBe Modernの3人と奥田民生で『THE BAND HAS NO NAME』を結成。
- 1990年5月21日 - 『SPARKS GO GO』として活動を始める。
- 1997年2月21日 - 阿部義晴と180日間限定ユニットABEX GO GOを結成。シングル2枚とアルバム1枚をリリース。
- 1997年8月 - 所属事務所Hit&Runのイベント2000GTR-Sに、橘兄弟はボーボーズ、八熊はワイキキチャンピオンズとして出演。
- 1998年12月 - Hit&Runのイベント2000GTRに、HELL番地として出演。
- 1999年12月 - Hit&Runのイベント2000GTR-Fに出演。兄ちゃんは体調不良のため棄権。
- 2001年12月29日 - 自主レーベルiSGG Recordersを立ち上げ、シングルをリリース。のちの2003年rudle&recordsも立ち上げ2レーベル共存する事となる。
- 2005年7月20日 - 結成15周年記念としてTHE BAND HAS NO NAME再開。
- 2005年9月10日 - 北海道・倶知安町にて凱旋公演「JUNK! JUNK! JUNK!∞2005」を開催。
- 2006年9月17日 - 北海道・倶知安町にて「JUNK! JUNK! JUNK!∞2006 ～It's only Truck'n'Roll～」を開催。
- 2007年9月8日 - 北海道・倶知安町にて「JUNK! JUNK! JUNK!∞2007～Roll Over The Mountain～」を開催。
- 2008年9月14日 - 横浜BLITZにて「YOKOHAMA JUNCTION 2008“倶知安じゃないジャン！”」を開催。
- 2009年9月21日 - 新木場STUDIO COASTにて「SHINKIBA JUNCTION 2009“また倶知安じゃないジャン！”」を開催。
- 2010年9月19日 - 結成20周年記念として北海道・倶知安町にて「JUNK! JUNK! JUNK!∞2010～SPARKS GO GO 20th Anniversary Special」を開催。
- 2011年10月28日 - 渋谷SHIBUYA-AXにて「SHIBUYA JUNCTION 2011“また倶知安じゃないジャン！”」を開催。
- 2012年10月20日 - 新木場STUDIO COASTにて「SHINKIBA JUNCTION 2012〜ファン感謝でー」を開催（JCBカード会員を対象にした完全招待制イベント）。
- 2014年10月26日 - 豊洲PITにて「TOYOSU JUNCTION 2014～またまたまたまた倶知安じゃないジャン～」を開催。
- 2015年9月19日・20日 - 北海道・倶知安町にて「SPARKS GO GO 25th Anniversary Special JUNK! JUNK! JUNK!∞ 2015」を開催。
- 2018年9月24日 - 新木場STUDIO COASTにて「SHINKIBA JUNCTION 2018 ～SMAちゃん祭りジャン～」を開催。
- 2020年7月10日 - SPARKS GO GO YouTubeチャンネルオープン。　デビュー30周年企画の一環として開設。
- 2020年8月9日 - 全曲サブスクリプションサービス配信スタート。 デビュー30周年企画としてサブスクリプションサービス未配信となっていた全作品を配信スタートした。新規配信となるのはシングル19作、アルバム38作の57タイトル、合計432曲。シングル曲、カップリング曲、アルバム曲、ライブ音源を含む全ての楽曲を各配信会社でサービスを受けられる。

## エピソード
- 2005年9月10日「JUNK! JUNK! JUNK!∞2005」で第2部の開始直後、会場となった倶知安町総合体育館の床が観客のジャンプで陥没するというアクシデントが発生。ライブそのものは総合体育館横の広場に急遽仮設セットを組んだ上で続行されたが、総合体育館が数ヶ月間使用不能となった[1]。2006年9月17日に行われた同ライブの前に、撤去した総合体育館の床材を原材料にしたギターを「おわび」の品として、倶知安町へ寄贈した。
- SxGxGxにより“「モルツ～、モルツ～♪」のCMソングが13年ぶりに復活”
2007年4月6日(金)から順次全国オンエア開始。
- 2009年8月8日公開の映画「南極料理人」のサントラに参加（音楽担当の阿部義晴の依頼にて）。八熊はボーカルではなく（自他共に上手いと認める）口笛を担当した。
- 2009年9月21日「SHINKIBA JUNCTION 2009 また倶知安じゃないジャン！」で「倶知安乃風」として登場した八熊が、「倶知安を知らない子供たち」(戦争を知らない子供たちの替え歌)にて、「最初の赤字を～忘れてほしい～♪」と歌っている（赤字のいきさつは前述の通り）。
- 俳優の菊池均也は橘あつやと同級生で、メンバー全員と交友が深い[2]。

## ディスコグラフィ

### シングル

#### Be Modern
- 『次の汽車に乗って』（1986.3.21）
- 『涙の理由』（1986.7.21）
- 『Big Hip R&R』（1988.2.26）
- 『眠れない物語』（1989.3.1）

#### SPARKS GO GO
- 『BLUE BOY』（1990.05.21）
- 『ダイヤモンド・リル』（1990.12.21）
- 『SAD JUNGLE』（1991.05.02）
- 『ルーシーはムーンフェイス』（1992.05.21）
（※NEW OLD STOCKに収録されているセルフカバー版がニッポン放送系、西川貴教のオールナイトニッポンのEDで使用されていた。PUFFYもカバーで出している。）
- 『昼に逢いましょう』（1992.11.21）
- 『Sandy's Sunday』（1993.03.10）
- 『FREE』（1993.09.22）
- 『ざまーない！』（1994.05.21）
- 『恋をしましょう』（1995.10.21）
- 『世界の果てまで』（1995.11.22）
- 『八月の夢』（1998.03.01）
- 『カリビアン・ビーチ・ホテル』（1998.04.22）
- 『冬のカリスマ』（1998.11.21）
- 『Booby Trap』（2000.04.05）以上Epic/Sony Recordsより
- 『SPEEDMASTER』（2001.12.29、販売終了）
- 『スライス オブ ライフ』（2002.03.01、販売終了）
- 『SUPERBALL』（2002.09.15）以上iSGG Recordersより

### アルバム

#### Be Modern
- 『Boys Be Modern』（1986.4.21）
- 『Heart of the country』（1986.12.21）
- 『And THE BAND PLAYS ON』（1988.1.21、ミニアルバム）
- 『ARE YOU READY!!』（1988.4.21、ミニアルバム）
- 『ENCORE』（1988.9.21）
- 『Be Modern』（1989.4.21）

#### SPARKS GO GO
- 『SPARKS GO GO』（1990.07.21）
- 『ROCKWORK ORANGE』（1991.05.22）
- 『A GREAT HIT』（1992.02.01、ライヴミニアルバム）
- 『Jingle‐Jangle』（1992.06.21）
- 『CIRCUS』（1993.04.10）
- 『EASY』（1993.10.01）
- 『六根』（1994.06.22）
- 『DESERT』（1995.11.22）
- 『STONE』（1995.12.13）
- 『MEXICO98』（1998.05.21）
- 『NEW OLD STOCK』（1999.04.01、セルフカバーアルバム）以上Epic/Sony Recordsより
- 『LIVE AT CITTA'』（2002.04.24、ライブアルバム、販売終了）以上iSGG Recordersより
- 『ONE STROKE』（2003.04.02）
- 『斜陽』（2004.05.12）以上rudle&recordsより
- 『斜陽 LIVE BOOTLEG』（2004.06.01、ライブアルバム）以上iSGG Recordersより
- 『月光』（2005.02.09、ミニアルバム）以上rudle&recordsより
- 『VARIETY』（2005.09.07）以上ユニバーサルシグマより

　→2007.2.24公開映画『エンマ』（塚本高史主演）に収録曲「UNDO」が主題歌として使用される
- 『BEST OF SxGxGx 90～98+』（2007.4.25、２枚組ベストアルバム）
- 『GOOD FELLAS』（2007.09.05）
- 『Somos Japones』（2008.06.18）以上GT music (Sony Music Direct)より
- 『ACOUSTIC SERIES “てさぐりの夏”』（2008.12.02　ライブアルバム）
- 『ACOUSTIC SERIES “てさぐりの秋”』（2009.03.08　ライブアルバム）
- 『2EASY』（2010.04.05）以上iSGG Recordersより
- 『SUNBURST』（2010.9.15）
初回限定版（2CD+2DVD）／通常版の２形態で発売。
- 『BEAUTIFUL WORLD』（2012.06.27）以上Ki/oon Recordsより
初回限定版（CD+DVD）／通常版の２形態で発売。
- 『BRAND NEW ROCK'N ROLL』（2013.06.26）以上rudle&recordsより
Distributed by “BounDEE by SSNW”（CD+DVD）形態で発売。
- 『Quarter of Century』(2015.04.05) 完全生産限定盤 LIVE ALBUM (CD+DVD)
- 『Quarter Of Century Bootleg』(2015.07.29) LIVE ALBUM
- 『SWERVE DRIVER』(2015.09.02)
- 『SPARKS GO GO ～25周年スペシャルボックス～』(2016.03.04) 
結成25周年、エピック在籍時の1990〜98年にリリースされたオリジナルアルバム9枚に、未収録音源集ミニアルバム、そして未CD化のライヴやデモ音源等のレア音源を集めた2枚を加えた全11枚のCD、さらには未DVD化の映像と1990〜2001年までのライブ映像を収録したスペシャルDVDを同梱した永久保存版ボックスセット。
- 『ELBOW DROP』(2017.09.21)
- 『Mastermind』(2020.05.21) 
バンド30周年を飾る全14曲の大作。音源は小野寺伯文氏と5ヶ月に渡るレコーディングを行い、ユニコーンのABEDONと1173 STUDIOにてマスタリング行った。アルバムジャケットはデビュー時よりSPARKS GO GO作品を数多く手掛けたアートディレクター箕輪信吾氏と、フォトグラファー舞山秀一氏による撮り下ろし。

### ビデオ
- 『R＆R SUPERMARKET』（1990.12.21）
- 『TOUR ROCKWORK ORANGE』（1991.20.25）
- 『HIGH NUMBERS』（1993.07.21）
- 『HEARTQUAKE』（1994.11.02）
- 『爆音炸裂』（1998.03.01）
- 『EPIC』（2000.06.07）
- 『爆音炸裂』（再発版）（2004.12.22、DVD）以上Epic/Sony Recordsより
- 『SPARKS GOGO 15th SPECIAL JUNK! JUNK! JUNK! ∞』（2006.01.25）以上ユニバーサルシグマより
- 『SHINKIBA JUNCTION 2009 また倶知安じゃないジャン！』（2010.04.21）
- 『SPARKS GOGO 20th Anniversary Special JUNK! JUNK! JUNK! ∞2010』（2011.04.13） 以上Ki/oon Recordsより

### その他
奥田民生との共同バンド「THE BAND HAS NO NAME」名義
- 『THE BAND HAS NO NAME』（1990.1.21、アルバム、Epic/Sony Records）
- 『CollaBoGumBos Vol.1』（2005.01.26、コンピレーション、Epic/Sony Records、6曲目『もしもし! OK!!』に参加）
- 『THE BAND HAS NO NAME』（再発盤）（2005.07.20、アルバム、ソニー・ミュージックダイレクト）
- 『II』（2005.07.20、アルバム、エスエムイーレコーズ）

阿部義晴との共同バンド「ABEX GO GO」名義
- 『おせわになりました』（1997.2.21、シングル）
- 『ABEX GO GO』（1997.3.21、アルバム）
- 『夏の大将』（1997.07.01、シングル）
- 『生どり』（1997.07.01、ビデオ）以上ソニー・ミュージックレコーズより

## タイアップ一覧
| 年     | 曲名                                       | タイアップ                                                             |
| ------ | ------------------------------------------ | ---------------------------------------------------------------------- |
| 1992年 | 昼に逢いましょう                           | ローソン『あなたを見てるから』キャンペーンイメージソング               |
| 1998年 | 冬のカリスマ                               | テレビ東京系『ナンバー12・熱血サッカー宣言』エンディング・テーマ       |
| 1998年 | 冬のカリスマ                               | KBS京都『Music Crossroad 〜音楽交差点〜』オープニング・テーマ          |
| 1999年 | ルーシーはムーンフェイス（セルフカバー版） | ニッポン放送系『西川貴教のオールナイトニッポン』エンディング・テーマ   |
| 1999年 | ルーシーはムーンフェイス（セルフカバー版） | ニッポン放送『西川貴教のちょこっとナイトニッポン』オープニング・テーマ |
| 2005年 | UNDO                                       | 日本出版販売配給映画『エンマ』主題歌（2007年）                         |